# Dactylis
Dactylis is een geslacht uit de grassenfamilie (Poaceae). De soorten komen voor in Afrika en Eurazië.

## Soorten
- Dactylis glomerata L. - Kropaar
  - Dactylis glomerata subsp. lobata (Drejer) H.Lindb.  - IJle kropaar
- Dactylis smithii Link